# Michał Kazimierz Podbipięta
Michał Kazimierz Podbipięta herbu Zerwikaptur (zm. przed 20 marca 1649) – pisarz skarbowy litewski w 1649 roku, podstarości mohylewski i  pisarz prowentowy ekonomii mohylewskiej w 1646 roku, sekretarz skarbowy litewski w 1641 roku.